# 3 (Soulfly)
3 è il terzo album in studio del gruppo musicale statunitense Soulfly, pubblicato il 25 giugno 2002 dalla Roadrunner Records.

## Descrizione
L'unico singolo di questo album è Seek 'n' Strike. Da ricordare è anche la traccia 9-11-01, la data degli attacchi terroristici al World Trade Center e al Pentagono, che è in pratica un minuto di silenzio in memoria delle vittime del suddetto attacco.

## Tracce
1. Downstroy – 4:26
2. Seek 'n' Strike – 4:26
3. Enterfaith – 4:46
4. One – 5:21
5. L.O.T.M. – 2:36
6. Brasil – 4:57
7. Tree of Pain – 8:23
8. One Nation – 3:42 – cover dei Sacred Reich
9. 9-11-01 – 1:00
10. Call to Arms – 1:23
11. Four Elements – 4:20
12. Soulfly III – 5:02
13. Sangue de bairro – 2:18 – cover dei Chico Science & Nação Zumbi
14. Zumbi – 6:15 – dopo 0:30 secondi dal termine del brano (2:40-3:10) inizia una traccia fantasma senza titolo

### Bonus tracks della versione europea
1. I Will Refuse – cover dei Pailhead
2. Under the Sun – cover dei Black Sabbath
3. Eye for an Eye (Live all'Ozzfest 2000)
4. Pain (Live all'Ozzfest 2000)

## Formazione
Gruppo
- Max Cavalera - voce, chitarra, sitar, berimbau, basso (nel brano 15)
- Mikey Doling - chitarra
- Marcello D. Rapp - basso, loop batteria (nel brano 4), sitar (nel brano 7), tastiere (nel brano 12)
- Roy "Rata" Mayorga - batteria, percussioni

Altri musicisti
- Cristian Machado - voce (nel brano 4)
- Greg Hall - batteria (nei brani 8, 15)
- Wiley Arnett - chitarra (nel brano 8)
- Dave Chavarri - batteria (nel brano 16)
- Joe Nunez - batteria (nei brani 17, 18)
- Meia Noite - percussioni
- Otto D'Agnolo - tastiere, effetti (nei brani da 1 a 11, 17, 18)
- Isaac Ayala - cori (nel brano 18)
- Jason Rockman - cori (nel brano 18)
- Jeff Hollinger - cori (nel brano 18)

Cast tecnico
- Max Cavalera - produzione
- Otto D'Agnolo, Jamison Weddle - ingegneria del suono
- Terry Date - missaggio (nei brani da 1 a 11, 13)
- Ted Jensen - masterizzazione
- Neville Garrick - artwork
- Leo Zuleta - wordmark
- Glen La Ferman, Kevin Estrada, Max Cavalera, Neville Garrick, Nicholas Steever - fotografia